# The Misfits (película)
The Misfits (Vidas rebeldes en España, Los inadaptados en Hispanoamérica) es una película estadounidense en blanco y negro, de 1961, del género drama, dirigida por John Huston, con un guion escrito por Arthur Miller a partir de un relato corto que el dramaturgo había publicado inicialmente en la revista Esquire en 1957. La cinta estuvo protagonizada por Clark Gable, Marilyn Monroe, Montgomery Clift, Thelma Ritter y Eli Wallach en los papeles principales. La producción contó, además, con la colaboración de la agencia de fotografía Magnum (Henri Cartier-Bresson, Eve Arnold, Bruce Davidson, Elliott Erwitt, Ernst Haas, Cornell Capa, Inge Morath, Erich Hartmann y Dennis Stock).

## Argumento
En Reno, Nevada Roslyn, una mujer muy atractiva, se acaba de divorciar. Su casera, Isabelle, para animarla la invita a ir a tomar una copa y allí en el bar Roslyn conoce a dos amigos, Guido y su mejor amigo el veterano vaquero Gay, con los que pasa unos días en la casa a medio terminar de Guido en el campo. Pronto ambos hombres se enamoran de ella y, compitiendo por Roslyn, muestran los rasgos negativos de sus personalidades. Gay sugiere que vayan los cuatro a cazar mustangs salvajes para venderlos. Van a un rodeo local en Dayton y allí contratan a otro amigo, Perce, que va a competir en el rodeo y es quien llega a gustar a Roslyn. Al día siguiente Gay, Guido y Perce se van a cazar los caballos salvajes, con Roslyn siguiéndolos de mala gana. La situación se hace insostenible.

## Reparto
- Clark Gable como Gay Langland.
- Marilyn Monroe como Roslyn Tabor.
- Montgomery Clift como Perce Howland.
- Thelma Ritter como Isabelle Steers.
- Eli Wallach como Guido.
- James Barton como el abuelo de Fletcher.
- Kevin McCarthy como Raymond Tabor.
- John Huston como extra en la escena de blackjack.

## Comentarios
La película fue filmada en el estado de Nevada y estuvo llena de incidentes, mayormente ocasionados por los problemas personales de John Huston y Marilyn Monroe y por el clima desértico que superaba los 40 grados.
Fue la última película que rodaron tanto Clark Gable como Marilyn Monroe y James Barton. Gable había sido el ídolo cinematográfico de Marilyn en la infancia. El rodaje terminó el 4 de noviembre de 1960 y Clark Gable sufrió un infarto agudo de miocardio tres días después, muriendo el 16 de noviembre del mismo año. El film se estrenó el 1 de febrero de 1961 en Nueva York, el día que habría cumplido sesenta años. En 1962 Marilyn empezó a rodar otra película, la comedia Something's Got to Give junto a Dean Martin, pero falleció antes de terminarla y el filme no llegó a completarse. James Barton falleció también en 1962 debido a un infarto agudo de miocardio.

## Escena redescubierta
En agosto de 2018 se descubrió una escena rodada pero no incluida en el metraje, donde el personaje de Monroe aparece sentada de espaldas en una cama, totalmente desnuda mientras habla con el de Gable. Charles Castillo, investigando mientras escribía un libro sobre Monroe, se enteró de que la guardaba el hijo de Frank Taylor, productor de la película, desde la muerte de este en 1999. Estas escenas descartadas normalmente son destruidas, pero Taylor la encontró tan significativa que la guardó. En el guion no aparece tal desnudez, que fue iniciativa de la propia Monroe, sorprendiendo a sus compañeros de rodaje, pero Huston lo consideró totalmente innecesario para la escena. De haber permanecido en la película, habría sido el primer largometraje de Hollywood en mostrar a una actriz reconocida desnuda.